# Droga krajowa 96 (Australia)
Droga krajowa 96 - numeryczne oznaczenie dwóch australijskich dróg przebiegających na obszarze Terytorium Północnego i w Australii Zachodniej, o łącznej długości 740 km.
Nazwy własne dróg, wchodzących w skład drogi krajowej nr 96
- Duncan Road[1]
- Buntine Highway[2]